# 宁木特镇
宁木特镇，是中华人民共和国青海省黄南藏族自治州河南蒙古族自治县下辖的一个乡镇级行政单位。
2014年，青海省人民政府批复同意撤销宁木特乡，设立宁木特镇。

## 行政区划
宁木特镇下辖以下地区：
浪琴牧委会、梧桐牧委会、周龙牧委会、作毛牧委会、苏清牧委会、德旦牧委会、夏拉牧委会、卫拉牧委会、尕群牧委会、赛尔永牧委会和宁木特牧委会。